# The Fourposter
The Fourposter est une pièce de théâtre de Jan de Hartog créée en 1951 au théâtre Ethel Barrymore de Broadway (New York).

## Argument
The Fourposter met en scène la vie d'un couple, Agnes et Michael, sur 35 ans de vie commune entre 1890 et 1925.

## Distinctions
- Tony Awards 1952[1]
  - Tony Award de la meilleure pièce
  - Tony Award du meilleur metteur en scène pour José Ferrer

## Film
The Fourposter a été adapté au cinéma en 1952 par Irving Reis avec Rex Harrison et Lilli Palmer.